# Teste de recuperação
Teste de recuperação, no contexto da engenharia de software, é um teste utilizado para verificar a robustez e também a capacidade de um determinado software para retornar a um estado operacional após estar em um estado de falha.